# Semicytherura ikeyai
Semicytherura ikeyai is een mosselkreeftjessoort uit de familie van de Cytheruridae. De wetenschappelijke naam van de soort is voor het eerst geldig gepubliceerd in 2010 door Yamada & Tsukagoshi.